# Omolicna fulva
Omolicna fulva är en insektsart som först beskrevs av Van Duzee 1909.  Omolicna fulva ingår i släktet Omolicna och familjen Derbidae. Inga underarter finns listade i Catalogue of Life.